# Spanby
Spanby – wieś w Anglii, w hrabstwie Lincolnshire, w dystrykcie North Kesteven, w civil parish Threekingham. Leży 8 km od miasta Sleaford. W 1921 roku civil parish liczyła 84 mieszkańców. Spanby jest wspomniana w Domesday Book (1086) jako Spane(s)bi.